# Мік ван Ґенгейзен
Мік ван Ґенгейзен (нід. Miek van Geenhuizen, 17 грудня 1981) — нідерландська хокеїстка на траві.
Олімпійська чемпіонка 2008 року, срібна призерка 2004 року.
Срібна призерка Чемпіонату Європи 2007 року.
Переможниця Трофею чемпіонів 2000, 2004, 2005 років, срібна призерка 2001 року, бронзова призерка 2002, 2003, 2006 років.
Чемпіонка світу 2006 року, срібна призерка 2002 року.